# オーストラリアフィギュアスケート選手権
オーストラリアフィギュアスケート選手権（英語：Australian Figure Skating Championships）は、オーストラリアのフィギュアスケート全国選手権。
年次開催の全国選手権であるが、隣国ニュージーランドなどの選手も参加する国際競技会として開催されることが多い。

## 歴代メダリスト

### 男子シングル
| 年     | 開催地             | 金                       | 銀                       | 銅                         |
| ------ | ------------------ | ------------------------ | ------------------------ | -------------------------- |
| 2000年 | パース             | アンソニー・リュウ       | ペーター・ニコラス       | ブラッドリー・サンター     |
| 2001年 | シドニー           | アンソニー・リュウ       | ブラッドリー・サンター   | ダニエル・ハリーズ         |
| 2002年 | ブリスベン         | アンソニー・リュウ       | ブラッドリー・サンター   | ショーン・カーロー         |
| 2003年 | ブリスベン         | ブラッドリー・サンター   | ダニエル・ハリーズ       | スチュアート・ベッキンガム |
| 2004年 | シドニー           | ブラッドリー・サンター   | ショーン・カーロー       | リッキー・ケカリル         |
| 2005年 | パース             | ショーン・カーロー       | ブラッドリー・サンター   | トリスタン・ソード         |
| 2006年 | ブリスベン         | ショーン・カーロー       | ブラッドリー・サンター   | サイモン・ウォーラー       |
| 2007年 | レイクマクウォリー | ショーン・カーロー       | トリスタン・ソード       | ニコラス・フェルナンデス   |
| 2008年 | ブリスベン         | トリスタン・ソード       | ニコラス・フェルナンデス | マーク・ウェブスター       |
| 2009年 | シドニー           | ロバート・マクナマラ     | マーク・ウェブスター     | マシュー・プレシャス       |
| 2010年 | メルボルン         | マーク・ウェブスター     | ロバート・マクナマラ     | ミッチェル・チャップマン   |
| 2011年 | ブリスベン         | ブレンダン・ケリー       | ニコラス・フェルナンデス | アンドリュー・ドッズ       |
| 2012年 | ブリスベン         | デヴィッド・クラニエッツ | ブレンダン・ケリー       | ジョーダン・ドッズ         |
| 2013年 | メルボルン         | ブレンダン・ケリー       | デヴィッド・クラニエッツ | マーク・ウェブスター       |
| 2014   | ブリスベン         | ブレンダン・ケリー       | キャメロン・ヘマート     | アンドリュー・ドッズ       |
| 2015   | ペンリス           | ブレンダン・ケリー       | アンドリュー・ドッズ     | ジョーダン・ドッズ         |
| 2016   | メルボルン         | ブレンダン・ケリー       | James Min                | アンドリュー・ドッズ       |
| 2017   | ブリスベン         | ブレンダン・ケリー       | アンドリュー・ドッズ     | マーク・ウェブスター       |
| 2018   | シドニー           | ブレンダン・ケリー       | アンドリュー・ドッズ     | James Min                  |
| 2019   | メルボルン         | ブレンダン・ケリー       | James Min                | Darian Kaptich             |
| 2020   | ブリスベン         | 開催中止                 | 開催中止                 | 開催中止                   |
| 2021   | ブリスベン         | 開催中止                 | 開催中止                 | 開催中止                   |
| 2022   | ブリスベン         | Darian Kaptich           | Charlton Doherty         | Callum Bradshaw            |
| 2023   | エリナ             | Darian Kaptich           | Douglas Gerber           | 競技者なし                 |
| 2024   | メルボルン         | Darian Kaptich           | Julio Potapenko          | Douglas Gerber             |

### 女子シングル
| 年     | 開催地           | 金                       | 銀                   | 銅                           |
| ------ | ---------------- | ------------------------ | -------------------- | ---------------------------- |
| 2000年 | パース           | ステファニー・ザン       | ミリアム・マンザノ   | ザラ＝イヴォンヌ・プリトゥラ |
| 2001年 | シドニー         | ミリアム・マンザノ       | ステファニー・ザン   | ジョアン・カーター           |
| 2002年 | ブリスベン       | ミリアム・マンザノ       | ジョアン・カーター   | ステファニー・ザン           |
| 2003年 | ブリスベン       | ミリアム・マンザノ       | ジョアン・カーター   | ザラ＝イヴォンヌ・プリトゥラ |
| 2004年 | シドニー         | ミリアム・マンザノ       | ジョアン・カーター   | ザラ＝イヴォンヌ・プリトゥラ |
| 2005年 | パース           | ミリアム・マンザノ       | ジョアン・カーター   | ジャナ・クペック             |
| 2006年 | ブリスベン       | ジョアン・カーター       | ティナ・ワン         | ジャナ・クペック             |
| 2007年 | レークマッコリー | ジョアン・カーター       | ティナ・ワン         | アリグザンドラ・ラウト       |
| 2008年 | ブリスベン       | アリグザンドラ・ラウト   | ティナ・ワン         | ジェシカ・クルザフスキー     |
| 2009年 | シドニー         | チェルシー・リー         | ティナ・ワン         | アリグザンドラ・ラウト       |
| 2010年 | メルボルン       | フィービー・ディ・トマソ | Albrina LEE          | ジェシカ・クルザフスキー     |
| 2011年 | ブーンダル       | イリナ・モウチャン       | ザラ・パスフィールド | ジェイミー・ノブス           |
| 2012年 | ブリスベン       | シャンテル・ケリー       | ブルックリー・ハン   | ステファニー・ザン           |
| 2013年 | メルボルン       | ブルックリー・ハン       | テイラー・ディーン   | ジェイミー・ノブス           |
| 2014年 | ブリスベン       | カイラニ・クレイン       | ブルックリー・ハン   | ジェイミー・ノブス           |
| 2015   | ペンリス         | カイラニ・クレイン       | ブルックリー・ハン   | シャンテル・ケリー           |
| 2016   | メルボルン       | カイラニ・クレイン       | ブルックリー・ハン   | ケイティ・パスフィールド     |
| 2017   | ブリスベン       | カイラニ・クレイン       | Amelia Jackson       | ケイティ・パスフィールド     |
| 2018   | シドニー         | カイラニ・クレイン       | ブルックリー・ハン   | Lucy Sori Yun                |
| 2019   | メルボルン       | カイラニ・クレイン       | Yancey Chan          | Ashley Colliver              |
| 2020   | ブリスベン       | 開催中止                 | 開催中止             | 開催中止                     |
| 2021   | ブリスベン       | 開催中止                 | 開催中止             | 開催中止                     |
| 2022   | ブリスベン       | Vlada Vasiliev           | Hana Bath            | Andrea Guo                   |
| 2023   | エリナ           | Hana Bath                | Vlada Vasiliev       | Maria Chernyshova            |
| 2024   | メルボルン       | Hana Bath                | Maria Chernyshova    | Sienna Kaczmarczyk           |

### ペア
| 年             | 開催地     | 金                                                            | 銀                                          | 銅         |
| -------------- | ---------- | ------------------------------------------------------------- | ------------------------------------------- | ---------- |
| 1991年         |            | ダニエル・カー and スティーヴン・カー                         |                                             |            |
| 1992年         |            | ダニエル・カー and スティーヴン・カー                         |                                             |            |
| 1993年         |            | ダニエル・カー and スティーヴン・カー                         |                                             |            |
| 1994年         |            | ダニエル・カー and スティーヴン・カー                         |                                             |            |
| 1995年         |            | ダニエル・カー and スティーヴン・カー                         |                                             |            |
| 1996年         |            | ダニエル・カー and スティーヴン・カー                         |                                             |            |
| 1997年         | シドニー   | ダニエル・マクグラス and スティーヴン・カー                   |                                             |            |
| 1998年         | メルボルン | ダニエル・マクグラス and スティーヴン・カー                   |                                             |            |
| 1999年         | アデレード | Amanda Paton and Adam King                                    |                                             |            |
| 2000年 -2004年 |            | 非実施                                                        | 非実施                                      | 非実施     |
| 2005年         | パース     | エマ・ブライエン and スチュアート・ベッキンガム               | 参加者なし                                  | 参加者なし |
| 2006年 -2011年 |            | 非実施                                                        | 非実施                                      | 非実施     |
| 2012年         | ブリスベン | エマ・グリーンシル and マシュー・ドッズ                       | 参加者なし                                  | 参加者なし |
| 2013年         | メルボルン | パリス・スティーヴンス and マシュー・ドッズ                   | 参加者なし                                  | 参加者なし |
| 2014年         | ブリスベン | パリス・スティーヴンス and マシュー・ドッズ                   | 参加者なし                                  | 参加者なし |
| 2015           | ペンリス   | パリス・スティーヴンス and マシュー・ドッズ                   | 参加者なし                                  | 参加者なし |
| 2016           | メルボルン | エカテリーナ・アレクサンドロフスカヤ and ハーレー・ウィンザー | パリス・スティーヴンス and マシュー・ドッズ | 参加者なし |
| 2017           | ブリスベン | パリス・スティーヴンス and マシュー・ドッズ                   | 競技者なし                                  | 競技者なし |
| 2018           | シドニー   | エカテリーナ・アレクサンドロフスカヤ and ハーレー・ウィンザー | 競技者なし                                  | 競技者なし |
| 2019           | メルボルン | 非実施                                                        | 非実施                                      | 非実施     |
| 2020           | ブリスベン | 開催中止                                                      | 開催中止                                    | 開催中止   |
| 2021           | ブリスベン | 開催中止                                                      | 開催中止                                    | 開催中止   |
| 2022           | ブリスベン | 非実施                                                        | 非実施                                      | 非実施     |
| 2023           | エリナ     | Anastasia Golubeva and Hektor Giotopoulos Moore               | 競技者なし                                  | 競技者なし |
| 2024           | メルボルン | 非実施                                                        | 非実施                                      | 非実施     |

### アイスダンス
| 年     | 開催地           | 金                                                      | 銀                                              | 銅                                                    |
| ------ | ---------------- | ------------------------------------------------------- | ----------------------------------------------- | ----------------------------------------------------- |
| 2000年 | パース           | ポーシャ・デュヴァル＝リグビー and フランシス・リグビー | ナタリー・バック and トレント・ネルソン＝ボンド | アレクサンドラ・マーティン and ダニエル・プライス     |
| 2001年 | シドニー         | ナタリー・バック and トレント・ネルソン＝ボンド         | エイミー・ハルトフ and ダニエル・プライス       | クリスティー・ケットルトン and トレヴァー・ジーダーズ |
| 2002年 | ブリスベン       | ナタリー・バック and トレント・ネルソン＝ボンド         | ダニカ・ボーン and アレクサンドル・パブロフ     |                                                       |
| 2003年 | ブリスベン       | ナタリー・バック and トレント・ネルソン＝ボンド         | ダニカ・ボーン and アレクサンドル・パブロフ     |                                                       |
| 2004年 | シドニー         | ナタリー・バック and トレント・ネルソン＝ボンド         | ダニカ・ボーン and アレクサンドル・パブロフ     | 参加者なし                                            |
| 2005年 | パース           | ナタリー・バック and トレント・ネルソン＝ボンド         | マリア・ボルーノフ and エフゲニイ・ボルーノフ   | 参加者なし                                            |
| 2006年 | ブリスベン       | マリア・ボルーノフ and エフゲニイ・ボルーノフ           | 参加者なし                                      | 参加者なし                                            |
| 2007年 | レークマッコリー | ダニエル・オブライエン and グレゴリー・メリマン         | カトリーナ・レイエス and スペンサー・バーンズ   | 参加者なし                                            |
| 2008年 | ブリスベン       | ダニエル・オブライエン and グレゴリー・メリマン         | マリア・ボルーノフ and エフゲニイ・ボルーノフ   | 参加者なし                                            |
| 2009年 | シドニー         | ダニエル・オブライエン and グレゴリー・メリマン         | マリア・ボルーノフ and エフゲニイ・ボルーノフ   | 参加者なし                                            |
| 2010年 | メルボルン       | ダニエル・オブライエン and グレゴリー・メリマン         | マリア・ボルーノフ and エフゲニイ・ボルーノフ   | キャサリン・ファーキン and ヘンリー・デュポン         |
| 2011年 | ブーンダル       | ダニエル・オブライエン and グレゴリー・メリマン         | キャサリン・ファーキン and ヘンリー・デュポン   | 参加者なし                                            |
| 2012年 | ブリスベン       | ダニエル・オブライエン and グレゴリー・メリマン         | エイシャ・キャンベル and シェーン・スピーデン   | キャサリン・ファーキン and ヘンリー・デュポン         |
| 2013年 | メルボルン       | ダニエル・オブライエン and グレゴリー・メリマン         | エイシャ・キャンベル and シェーン・スピーデン   | Adele MORRISON and Lochran DOHERTY                    |
| 2014年 | ブリスベン       | Adele MORRISON and シェーン・スピーデン                 | 参加者なし                                      | 参加者なし                                            |
| 2015   | ペンリス         | エミリー・パイク and パトリック・アダレイ               | 参加者なし                                      | 参加者なし                                            |
| 2016   | メルボルン       | マチルダ・フレンド and ウィリアム・バダウイ             | Adele MORRISON and Demid ROKACHEV               | Kimberley HEW-LOW and Timothy MCKERNAN                |
| 2017   | ブリスベン       | パリス・スティーヴンス and マシュー・ドッズ             | 競技者なし                                      | 競技者なし                                            |
| 2018   | シドニー         | シャンテル・ケリー and アンドリュー・ドッズ             | マチルダ・フレンド and ウィリアム・バダウイ     | India Nette and Eron Westwood                         |
| 2019   | メルボルン       | Holly Harris and Jason Chan                             | シャンテル・ケリー and アンドリュー・ドッズ     | マチルダ・フレンド and ウィリアム・バダウイ           |
| 2020   | ブリスベン       | 開催中止                                                | 開催中止                                        | 開催中止                                              |
| 2021   | ブリスベン       | 開催中止                                                | 開催中止                                        | 開催中止                                              |
| 2022   | ブリスベン       | India Nette and Eron Westwood                           | 競技者なし                                      | 競技者なし                                            |
| 2023   | エリナ           | Romy Malcolm and Kobi Chant                             | 競技者なし                                      | 競技者なし                                            |
| 2024   | メルボルン       | Holly Harris and Jason Chan                             | Romy Malcolm / Kobi Chant                       | Samantha Udell / Zach Churton                         |